# جهنمية مالمية
الجهنمية المالمية (الاسم العلمي:Bougainvillea malmeana) هي نوع من النباتات يتبع جنس الجهنمية من الفصيلة الشبية.